# Maxim Boghiu
Maxim Boghiu (24 maggio 1991) è un ex calciatore moldavo, di ruolo difensore.

## Carriera

### Club
Ha giocato nella prima divisione moldava.

### Nazionale
Con la Nazionale Under-21 ha disputato due partite di qualificazione agli Europei di categoria 2013, giocando titolare sia il 10 novembre 2011 contro il Portogallo che il 6 settembre 2012 contro l'Albania.